# Walt Disney World Pro Soccer Classic 2014
Navigation
Édition précédente
L'édition 2014 du Walt Disney World Pro Soccer Classic sera la 5e édition de cette compétition, un tournoi de pré-saison se déroulant à l'ESPN Wide World of Sports Complex à Walt Disney World Resort, dans la ville de Lake Buena Vista, en Floride.
L'équipe tenante du titre est l'Impact de Montréal. Le Toronto FC est la dernière équipe à être présente depuis la 1re édition.

## Équipes
Cette compétition de pré-saison est souvent le moyen de tester l'équipe quelques jours avant le début de la saison mais également de faire débuter les joueurs universitaires recrutés lors de la draft pendant l'hiver.
Les équipes suivantes participent au tournoi.
| Équipe                  | Lieu                  | Championnat         | Participation | Notes                                   | Ref.  |
| ----------------------- | --------------------- | ------------------- | ------------- | --------------------------------------- | ----- |
| Crew de Columbus        | Colombus, Ohio        | Major League Soccer | 2e            |                                         | [ 1 ] |
| Fluminense FC U23       | Rio de Janeiro        | Série B             | 1re           |                                         | [ 2 ] |
| Impact de Montréal      | Montréal, Québec      | Major League Soccer | 3e            | Tenant du titre Champion du Canada 2013 | [ 3 ] |
| Orlando City SC         | Orlando, Floride      | USL Pro             | 4e            | Champion USL Pro 2013                   | [ 4 ] |
| Union de Philadelphie   | Chester, Pennsylvanie | Major League Soccer | 2e            |                                         | [ 5 ] |
| Sporting de Kansas City | Kansas City, Kansas   | Major League Soccer | 3e            | Champion MLS Cup 2013                   | [ 6 ] |
| Red Bulls de New York   | Harrison, New Jersey  | Major League Soccer | 2e            | Supporters' Shield 2013                 | [ 7 ] |
| Toronto FC              | Toronto, Ontario      | Major League Soccer | 5e            |                                         | [ 2 ] |

## Rencontres
Le calendrier est annoncé le 13 janvier 2014. Les premiers de chaque groupe disputent la finale pour le gain du tournoi. Les deuxièmes de poules jouent le match pour la troisième place, les troisièmes de poules jouent le match pour la cinquième place et les quatrièmes de poules jouent le match pour la septième place.

### Phase de groupes
| Légende des couleurs dans les classements |
| ----------------------------------------- |
| Vainqueur du groupe accédant à la finale  |

#### Groupe A
| Équipe                | J | V | N | D | Bp | Bc | Diff | Pts |
| --------------------- | - | - | - | - | -- | -- | ---- | --- |
| Crew de Columbus      | 3 | 2 | 1 | 0 | 8  | 5  | +3   | 7   |
| Orlando City SC       | 3 | 0 | 3 | 0 | 6  | 6  | 0    | 3   |
| Union de Philadelphie | 3 | 0 | 2 | 1 | 1  | 2  | -1   | 2   |
| Toronto FC            | 3 | 0 | 2 | 1 | 2  | 4  | -2   | 2   |

| 19 février 2014 | Crew de Columbus                        | 3 - 1 | Toronto FC     | ESPN Wide World of Sports Complex, Lake Buena Vista |  |
| 13:00 UTC-5     | Higuaín 10e · Williams 12e · Bedell 61e |       | Wahl 14e (csc) |                                                     |  |
| 13:00 UTC-5     | Rapport                                 |       |                |                                                     |  |

| 19 février 2014 | Orlando City SC         | 1 - 1 | Union de Philadelphie | ESPN Wide World of Sports Complex, Lake Buena Vista |  |
| 18:00 UTC-5     | Hertzog 31e · Boden 53e |       | Fernandes 72e         |                                                     |  |
| 18:00 UTC-5     | Rapport                 |       |                       |                                                     |  |

| 22 février 2014 | Union de Philadelphie | 0 - 1 | Crew de Columbus                           | ESPN Wide World of Sports Complex, Lake Buena Vista |  |
| 13:00 UTC-5     | Wheeler 86e           |       | Añor 32e · Higuaín 87e (pen.) · Finley 89e |                                                     |  |
| 13:00 UTC-5     | Rapport               |       |                                            |                                                     |  |

| 22 février 2014 | Toronto FC        | 1 - 1 | Orlando City SC             | ESPN Wide World of Sports Complex, Lake Buena Vista |  |
| 20:00 UTC-5     | Bekker 13e (pen.) |       | Numéro #25 13e · Howard 87e |                                                     |  |
| 20:00 UTC-5     | Rapport           |       |                             |                                                     |  |

| 26 février 2014 | Union de Philadelphie   | 0 - 0 | Toronto FC | ESPN Wide World of Sports Complex, Lake Buena Vista |  |
| 13:00 UTC-5     | Okugo 63e · Carroll 71e |       | Morgan 55e |                                                     |  |
| 13:00 UTC-5     | Rapport                 |       |            |                                                     |  |

| 26 février 2014 | Orlando City SC                                 | 4 - 4 | Crew de Columbus                                 | ESPN Wide World of Sports Complex, Lake Buena Vista |  |
| 18:00 UTC-5     | Ceren 30e · Molino 51e · Mbengue 83e · Chin 88e |       | Finley 42e · Finlay 76e · Meram 86e · Finlay 88e |                                                     |  |
| 18:00 UTC-5     | Rapport                                         |       |                                                  |                                                     |  |

#### Groupe B
| Équipe                  | J | V | N | D | Bp | Bc | Diff | Pts |
| ----------------------- | - | - | - | - | -- | -- | ---- | --- |
| Sporting de Kansas City | 3 | 3 | 0 | 0 | 7  | 2  | +5   | 9   |
| Red Bulls de New York   | 3 | 2 | 0 | 1 | 4  | 1  | +3   | 6   |
| Impact de Montréal      | 3 | 1 | 0 | 2 | 3  | 6  | -3   | 3   |
| Fluminense FC U23       | 3 | 0 | 0 | 3 | 0  | 5  | +5   | 0   |

| 19 février 2014 | Red Bulls de New York | 0 - 1 | Sporting de Kansas City | ESPN Wide World of Sports Complex, Lake Buena Vista |  |
| 15:00 UTC-5     | Bustamante 71e        |       | Peterson 65e            |                                                     |  |
| 15:00 UTC-5     | Rapport               |       |                         |                                                     |  |

| 19 février 2014 | Impact de Montréal                    | 1 - 0 | Fluminense FC U23 | ESPN Wide World of Sports Complex, Lake Buena Vista |  |
| 20:00 UTC-5     | Nyassi 18e · Nyassi 45e · Di Vaio 76e |       | Santos 29e        |                                                     |  |
| 20:00 UTC-5     | Rapport                               |       |                   |                                                     |  |

| 22 février 2014 | Fluminense FC U23 | 0 - 3 | Sporting de Kansas City                                   | ESPN Wide World of Sports Complex, Lake Buena Vista |  |
| 15:00 UTC-5     |                   |       | Medranda 18e · Nagamura 40e · Medranda 55e · Nagamura 58e |                                                     |  |
| 15:00 UTC-5     | Rapport           |       |                                                           |                                                     |  |

| 22 février 2014 | Impact de Montréal                        | 0 - 3 | Red Bulls de New York                                      | ESPN Wide World of Sports Complex, Lake Buena Vista |  |
| 18:00 UTC-5     | Warner 35e · Romero 42e · Bernardello 50e |       | Miller 45e · McCarty 49e · Bover 68e · Wright-Phillips 69e |                                                     |  |
| 18:00 UTC-5     | Rapport                                   |       |                                                            |                                                     |  |

| 26 février 2014 | Fluminense FC U23 | 0 - 1 | Red Bulls de New York | ESPN Wide World of Sports Complex, Lake Buena Vista |  |
| 15:00 UTC-5     |                   |       | Henry 55e · Bover 74e |                                                     |  |
| 15:00 UTC-5     | Rapport           |       |                       |                                                     |  |

| 26 février 2014 | Sporting de Kansas City                                             | 3 - 2 | Impact de Montréal                                            | ESPN Wide World of Sports Complex, Lake Buena Vista |  |
| 20:00 UTC-5     | Dwyer 9e (pen.) 58e · Dwyer 43e · Myers 53e · Dwyer 58e · Zizzo 75e |       | Nyassi 1re · Felipe 30e (pen.) · Bernardello 55e · Tissot 77e |                                                     |  |
| 20:00 UTC-5     | Rapport                                                             |       |                                                               |                                                     |  |

### Phase finale

#### Match pour la7eplace
| 1er mars 2014 | Toronto FC                   | 2 - 4 | Fluminense FC U23                                         | ESPN Wide World of Sports Complex, Lake Buena Vista |  |
| 13:00 UTC-5   | Bradley 25e · De Rosario 35e |       | Dyego 17e · Julião 34e · Carvalho 52e (pen.) · Robert 55e |                                                     |  |
| 13:00 UTC-5   | Rapport                      |       |                                                           |                                                     |  |

#### Match pour la5eplace
| 1er mars 2014 | Union de Philadelphie                    | 1 - 1             | Impact de Montréal              | ESPN Wide World of Sports Complex, Lake Buena Vista |  |
| 15:00 UTC-5   | McInerney 29e                            |                   | Di Vaio 80e · Warner 90+1e      |                                                     |  |
| 15:00 UTC-5   | Rapport                                  |                   |                                 |                                                     |  |
| 15:00 UTC-5   | Fernandes · Wheeler · Carroll · Nogueira | Tirs au but 4 - 1 | Di Vaio · Bernier · Bernardello |                                                     |  |

#### Match pour la3eplace
| 1er mars 2014 | Orlando City SC                                                | 4 - 4 | Red Bulls de New York                                                              | ESPN Wide World of Sports Complex, Lake Buena Vista |  |
| 18:00 UTC-5   | Hertzog 7e · Chin 47e · Alvarez 67e · Mbengue 76e · Molino 86e |       | Wright-Phillips 29e · Armando 42e · Wright-Phillips 52e · Sekagya 68e · Steele 80e |                                                     |  |
| 18:00 UTC-5   | Rapport                                                        |       |                                                                                    |                                                     |  |

#### Finale
| 1er mars 2014 | Crew de Columbus                                                             | 4 - 1 | Sporting de Kansas City | ESPN Wide World of Sports Complex, Lake Buena Vista |  |
| 20:00 UTC-5   | Trapp 18e · Arrieta 20e · Parkhurst 45e · Anor 69e · Meram 74e · Higuaín 84e |       | Zusi 56e · Bieler 87e   |                                                     |  |
| 20:00 UTC-5   | Rapport                                                                      |       |                         |                                                     |  |